# Łopaczyce (obwód grodzieński)
Łopaczyce (biał. Лапацічы; ros. Лопатичи) – wieś na Białorusi, w obwodzie grodzieńskim, w rejonie mostowskim, w sielsowiecie Mosty.
Dawniej w województwie trockim Rzeczypospolitej Obojga Narodów. W czasach zaborów w granicach Imperium Rosyjskiego, w guberni grodzieńskiej, w powiecie grodzieńskim.
W latach 1921–1939 wieś leżała w Polsce, w województwie białostockim, w powiecie grodzieńskim, w gminie Mosty.
Według Powszechnego Spisu Ludności z 1921 roku zamieszkiwało tu 58 osób, 12 było wyznania rzymskokatolickiego a 46 prawosławnego. Jednocześnie 12 mieszkańców zadeklarowało polską przynależność narodową a 46 białoruską. Było tu 14 budynków mieszkalnych.
Miejscowość należała do parafii prawosławnej w Jatwiesku i rzymskokatolickiej w Kamionce. Podlegała pod Sąd Grodzki w Skidlu i Okręgowy w Grodnie; właściwy urząd pocztowy mieścił się w Mostach 2.
W wyniku napaści ZSRR na Polskę we wrześniu 1939 miejscowość znalazła się pod okupacją sowiecką. 2 listopada została włączona do Białoruskiej SRR. 4 grudnia 1939 włączona do nowo utworzonego obwodu białostockiego. Od czerwca 1941 roku pod okupacją niemiecką. 22 lipca 1941 r. włączona w skład okręgu białostockiego III Rzeszy. W 1944 miejscowość została ponownie zajęta przez wojska sowieckie i włączona do obwodu grodzieńskiego Białoruskiej SRR.